# NGC 2071
NGC 2071 là một tinh vân phản chiếu trong chòm sao Lạp Hộ. Nó được phát hiện vào ngày 1 tháng 1 năm 1784 bởi William Herschel.  Nó là một phần của một nhóm tinh vân, cũng bao gồm Messier 78, NGC 2064 và NGC 2067.